# La Soirée des Enfoirés
Albums de Les Enfoirés
Les Enfoirés à l'Opéra comique
(1995) Le Zénith des Enfoirés
(1997)
La Soirée des Enfoirés est le sixième album tiré de la soirée des Enfoirés sorti en 1996. Il a été enregistré sur le plateau 9 des Studios d'Arpajon à Saint-Germain-lès-Arpajon dans l'Essonne, le 28 janvier 1996 et diffusé le 10 février 1996 sur TF1. Ce concert a été distribué par WEA, le 15 novembre, en cassette, CD et VHS.
Thème de la soirée : chacun chante les chansons des autres ; ce qui deviendra l'intérêt dominant de la troupe des Enfoirés.

## Titres et interprètes
Le titre avec un astérisque n'est pas repris sur l'album.
| n° | Titre                               | Interprète(s)                                                        | Paroles                                                 | Musique                              | Interprète(s) original(aux)                                                                                     |
| -- | ----------------------------------- | -------------------------------------------------------------------- | ------------------------------------------------------- | ------------------------------------ | --- |
| 1  | Cacophonie / La chanson des Restos  | Cacophonie / La chanson des Restos                                   | Cacophonie / La chanson des Restos                      | Cacophonie / La chanson des Restos   | Cacophonie / La chanson des Restos                                                                              |
|    | La corrida                          | Francis Cabrel                                                       | Francis Cabrel                                          | Francis Cabrel                       | Francis Cabrel                                                                                                  |
|    | Pour que tu m'aimes encore          | Céline Dion                                                          | Jean-Jacques Goldman                                    | Jean-Jacques Goldman                 | Céline Dion |
|    | Foule sentimentale                  | Alain Souchon                                                        | Alain Souchon                                           | Alain Souchon                        | Alain Souchon                                                                                                   |
|    | Décidément                          | Maurane                                                              | Maurane                                                 | Maurane                              | Maurane |
|    | Femmes, je vous aime                | Julien Clerc                                                         | Jean-Loup Dabadie                                       | Julien Clerc                         | Julien Clerc |
|    | La Chanson des Restos               | Les Enfoirés                                                         | Jean-Jacques Goldman                                    | Jean-Jacques Goldman                 | Nathalie Baye, Coluche, Catherine Deneuve, Michel Drucker, Jean-Jacques Goldman, Yves Montand et Michel Platini |
| 2  | Les chansons d'amour (medley)       | Les chansons d'amour (medley)                                        | Les chansons d'amour (medley)                           | Les chansons d'amour (medley)        | Les chansons d'amour (medley)                                                                                   |
|    | L'amour existe encore               | Céline Dion                                                          | Luc Plamondon                                           | Richard Cocciante                    | Céline Dion |
|    | L'encre de tes yeux                 | Patrick Bruel et Céline Dion                                         | Francis Cabrel                                          | Francis Cabrel                       | Francis Cabrel                                                                                                  |
|    | La Maladie d'amour                  | Carole Fredericks                                                    | Yves Dessca - Michel Sardou                             | Jacques Revaux                       | Michel Sardou                                                                                                   |
| 3  | J'ai un problème                    | Francis Cabrel, Alain Souchon, Jean-Jacques Goldman et Michael Jones | Michel Mallory                                          | Jean Renard                          | Johnny Hallyday et Sylvie Vartan                                                                                |
| 4  | Les chansons du cinéma (medley)     | Les chansons du cinéma (medley)                                      | Les chansons du cinéma (medley)                         | Les chansons du cinéma (medley)      | Les chansons du cinéma (medley)                                                                                 |
|    | Singing in the Rain                 | Yves Lecoq                                                           | Nacio Herb Brown                                        | Arthur Freed                         | Gene Kelly |
|    | You're the One That I Want (Grease) | Yves Lecoq et Mimie Mathy                                            | John Farrar                                             | John Farrar                          | Olivia Newton-John et John Travolta                                                                             |
|    | Maria (West Side Story)             | Michel Leeb                                                          | Stephen Sondheim                                        | Leonard Bernstein                    | Richard Beymer                                                                                                  |
|    | Everybody Needs Somebody to Love    | Carole Fredericks                                                    | Solomon Burke - Jerry Wexler                            | Bert Russell                         | Solomon Burke                                                                                                   |
| 5  | La ballade de Johnny Jane           | Jane Birkin et Vanessa Paradis                                       | Serge Gainsbourg                                        | Serge Gainsbourg - Jean-Pierre Sabar | Jane Birkin |
| 6  | Les chansons de solitude (medley)   | Les chansons de solitude (medley)                                    | Les chansons de solitude (medley)                       | Les chansons de solitude (medley)    | Les chansons de solitude (medley)                                                                               |
|    | Il voyage en solitaire              | Marc Lavoine                                                         | Gérard Manset                                           | Gérard Manset                        | Gérard Manset                                                                                                   |
|    | Ultra moderne solitude              | Carole Bouquet et Marc Lavoine                                       | Alain Souchon                                           | Laurent Voulzy                       | Alain Souchon                                                                                                   |
|    | Le chanteur abandonné               | Julien Clerc et Marc Lavoine                                         | Michel Berger                                           | Michel Berger                        | Johnny Hallyday                                                                                                 |
|    | Quelques mots d'amour               | Véronique Sanson                                                     | Michel Berger                                           | Michel Berger                        | Michel Berger                                                                                                   |
| 7  | Quand on n'a que l'amour            | Céline Dion et Maurane                                               | Jacques Brel                                            | Jacques Brel                         | Jacques Brel |
| 8  | Les chansons de la route (medley)   | Les chansons de la route (medley)                                    | Les chansons de la route (medley)                       | Les chansons de la route (medley)    | Les chansons de la route (medley)                                                                               |
|    | On the road again                   | Ophélie Winter                                                       | Bernard Lavilliers                                      | Sebastian Santa Maria                | Bernard Lavilliers                                                                                              |
|    | Passer ma route                     | Yannick Noah                                                         | Maxime Le Forestier                                     | Jean-Pierre Sabar                    | Maxime Le Forestier                                                                                             |
|    | Les chemins de traverse             | Gérald De Palmas                                                     | Francis Cabrel                                          | Francis Cabrel                       | Francis Cabrel                                                                                                  |
|    | Sur la route                        | Francis Cabrel                                                       | Gérald De Palmas                                        | Gérald De Palmas                     | Gérald De Palmas                                                                                                |
| 9  | La Javanaise                        | Jane Birkin, Julien Clerc et Alain Souchon                           | Serge Gainsbourg                                        | Serge Gainsbourg                     | Serge Gainsbourg                                                                                                |
| 10 | Les chansons Prénoms (medley)       | Les chansons Prénoms (medley)                                        | Les chansons Prénoms (medley)                           | Les chansons Prénoms (medley)        | Les chansons Prénoms (medley)                                                                                   |
|    | Céline                              | Jean-Jacques Goldman                                                 | Vline Buggy - Mort Shuman                               | Hugues Aufray                        | Hugues Aufray                                                                                                   |
|    | Michèle                             | Maurane                                                              | Didier Barbelivien                                      | Michel Cywie                         | Gérard Lenorman                                                                                                 |
|    | Gaby oh Gaby                        | Marc Lavoine                                                         | Boris Bergman                                           | Alain Bashung                        | Alain Bashung                                                                                                   |
|    | Aline                               | Pierre Palmade                                                       | Christophe                                              | Christophe                           | Christophe |
| 11 | Vieille canaille                    | Patrick Bruel et Jean Reno                                           | Serge Gainsbourg                                        | Serge Gainsbourg                     | Serge Gainsbourg et Eddy Mitchell                                                                               |
| 12 | Les chansons de l'enfance (medley)  | Les chansons de l'enfance (medley)                                   | Les chansons de l'enfance (medley)                      | Les chansons de l'enfance (medley)   | Les chansons de l'enfance (medley)                                                                              |
|    | Mistral gagnant                     | Marc Lavoine                                                         | Renaud Séchan                                           | Franck Langolff - Renaud Séchan      | Renaud |
|    | Le Loup, la Biche et le Chevalier   | Nathalie Baye et Marc Lavoine                                        | Maurice Pon                                             | Henri Salvador                       | Henri Salvador                                                                                                  |
|    | Je suis né dans la rue              | Philippe Lavil et Marc Lavoine                                       | Thomas Brown - Mick Jones                               | Long Chris                           | Johnny Hallyday                                                                                                 |
|    | J'ai dix ans                        | Princess Erika                                                       | Alain Souchon                                           | Laurent Voulzy                       | Alain Souchon                                                                                                   |
| 13 | Think                               | Carole Fredericks et Karen Mulder                                    | Aretha Franklin                                         | Ted White                            | Aretha Franklin                                                                                                 |
| 14 | Les chansons des îles (medley)      | Les chansons des îles (medley)                                       | Les chansons des îles (medley)                          | Les chansons des îles (medley)       | Les chansons des îles (medley)                                                                                  |
|    | Melissa                             | Julien Clerc et Princess Erika                                       | David McNeil                                            | Julien Clerc                         | Julien Clerc |
|    | Kolé Séré                           | Jocelyne Béroard et Philippe Lavil                                   | Jocelyne Béroard                                        | Jean-Claude Naimro                   | Jocelyne Béroard et Philippe Lavil                                                                              |
|    | Maladie d'amour                     | Jocelyne Béroard, Philippe Lavil, Julien Clerc et Princess Erika     | Marc Lanjean - Leona Soime                              | Henri Salvador - Leona Soime         | Henri Salvador                                                                                                  |
| 15 | Pour un flirt                       | Mimie Mathy et Yannick Noah                                          | Michel Delpech                                          | Roland Vincent                       | Michel Delpech                                                                                                  |
| 16 | Les filles électriques              | Vanessa Paradis et Alain Souchon                                     | Alain Souchon                                           | Alain Souchon                        | Alain Souchon                                                                                                   |
| 17 | Les chansons du souvenir (medley)   | Les chansons du souvenir (medley)                                    | Les chansons du souvenir (medley)                       | Les chansons du souvenir (medley)    | Les chansons du souvenir (medley)                                                                               |
|    | La mémoire qui flanche              | Karen Mulder                                                         | Cyrus Bassiak                                           | Cyrus Bassiak - F. Rauser            | Jeanne Moreau                                                                                                   |
|    | Ce n'est rien                       | Les Innocents                                                        | Étienne Roda-Gil                                        | Julien Clerc                         | Julien Clerc |
|    | Souvenirs, souvenirs                | Khaled                                                               | Fernand Bonifay                                         | Cy Coben                             | Johnny Hallyday                                                                                                 |
| 18 | Si tu veux m'essayer                | Muriel Robin                                                         | Sam Brewski                                             | Sam Brewski                          | Florent Pagny                                                                                                   |
| 19 | Laissons entrer le soleil           | Les Enfoirés                                                         | James Rodo (Adapt. Bernard Castelli - Jacques Lanzmann) | Galt MacDermot - Gerome Ragni (en)   | Julien Clerc |
| 20 | La Chanson des Restos*              | Les Enfoirés                                                         | Jean-Jacques Goldman                                    | Jean-Jacques Goldman                 | Nathalie Baye, Coluche, Catherine Deneuve, Michel Drucker, Jean-Jacques Goldman, Yves Montand et Michel Platini |

## Artistes présents
Cette année-là il y avait 34 artistes présents sur scène pour les Restos du cœur.
- Nathalie Baye
- Jocelyne Béroard (Première participation)
- Jane Birkin
- Carole Bouquet (Première participation)
- Patrick Bruel
- Francis Cabrel
- Julien Clerc (Première participation)
- Gérald De Palmas (Première participation)
- Céline Dion
- Carole Fredericks
- Jean-Jacques Goldman
- Les innocents (Première participation)
- Michael Jones
- Khaled (Première participation)
- Alain Lanty
- Philippe Lavil (Première participation)
- Marc Lavoine (Première participation)
- Yves Lecoq
- Michel Leeb (Première participation)
- Thierry Lhermitte (Première participation)
- Mimie Mathy
- Maurane (Première participation)
- Karen Mulder (Première participation)
- Yannick Noah
- Pierre Palmade
- Vanessa Paradis
- Princess Erika (Première participation)
- Jean Reno (Première participation)
- Muriel Robin
- Véronique Sanson
- Alain Souchon
- Patrick Timsit
- Jacques Veneruso (Première participation)
- Ophélie Winter (Première participation)

## Musiciens
- Basse, Arrangements & Direction d'Orchestre : Guy Delacroix
- Batterie : Laurent Faucheux
- Claviers : Gilles Erhart
- Claviers et accordéon : Jean-Yves Bikialo
- Guitares : Michel-Yves Kochmann
- Saxophone et flûtes : Michel Gaucher
- Chœurs : Luc Bertin et Sylvie N'Doumbe
- Guitares additionnelles : Gérald De Palmas, Patrick Bruel, Jean-Jacques Goldman et Michael Jones
- Piano sur La ballade de Johnny Jane : Alain Lanty

## Nouveauté
C'est dans cette édition que le concept du medley fut utilisé pour la première fois dans un spectacle des Enfoirés, pour redonner du renouveau au concert, mais également par le fait que la troupe des Enfoirés s'était énormément agrandie par rapport au précédent spectacle.

## Classements hebdomadaires
| Classement (1996-97) | Meilleure place |
| -------------------- | --------------- |
| France (SNEP)        | 3               |

## Certifications
| Pays          | Certification | Unités certifiées |
| ------------- | ------------- | ----------------- |
| France (SNEP) | Or            | 100 000           |